# بازنجي
البازِنجيّ هي سلالة من كلاب الصيد. هُجِّن من جنس كلاب نشأ في وسط إفريقية. يضع الاتحاد الدولي للكلابالسلالة في سبيتس والأنواع البدائية. يُصدر البازنجي صوتًا غير عادي يشبه يودلية ، بسبب الشكل الفريد للحنجرة.  تعطي هذه السمة له لقب الكلب النباح.

## معرض الصور

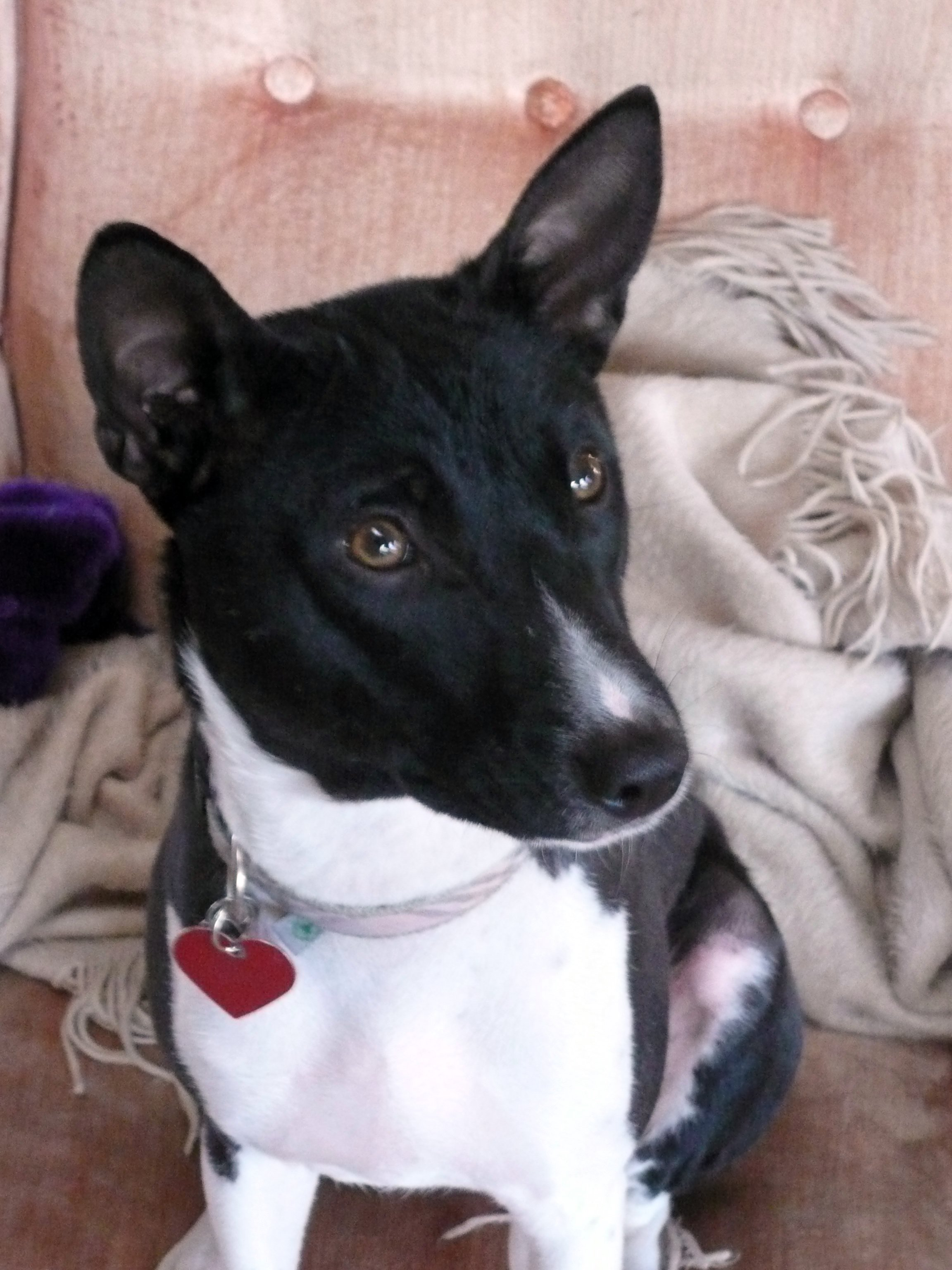
بازنجيَ أبيض وأسود.
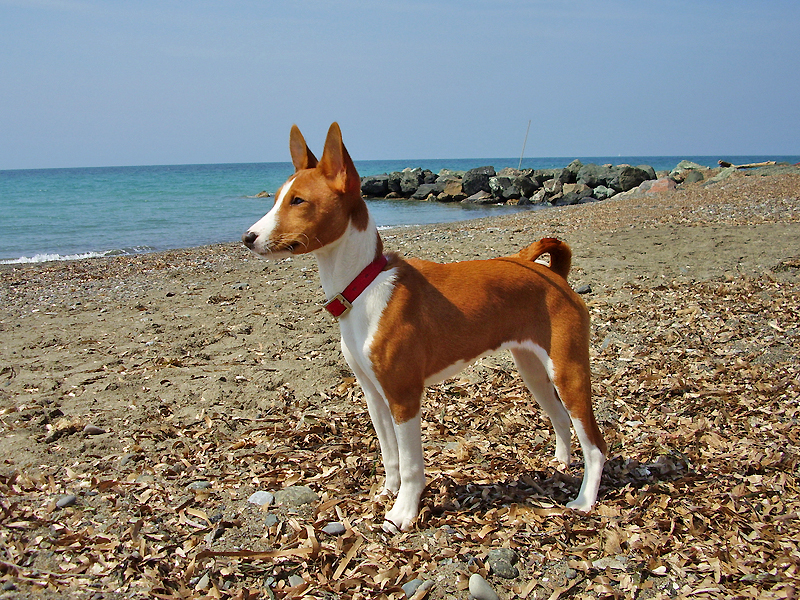
بازنجي أحمر له أماكن بيضاء.
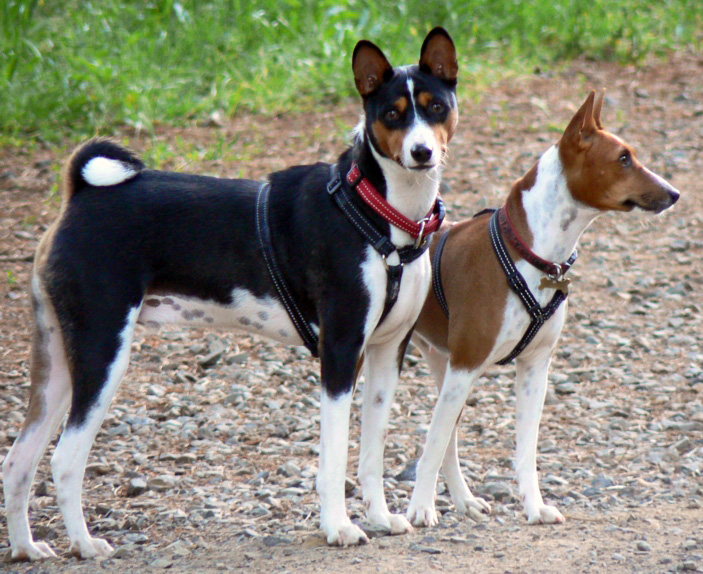
بازنجيَان ذكر ثلاثي الألوان (يسار) وأنثى حمراء (يمين).
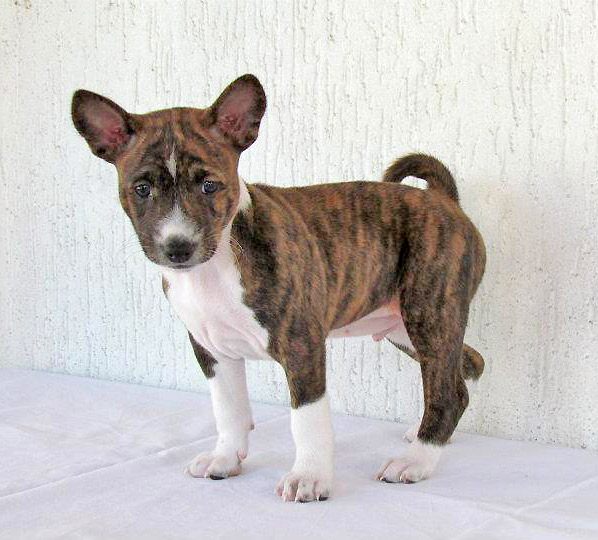
جرو بازنجيّ
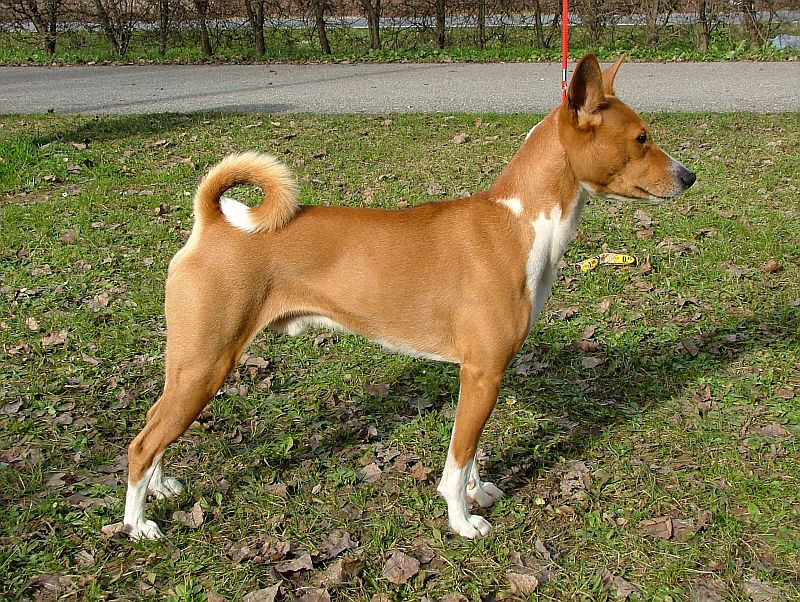
بازنجي أحمر
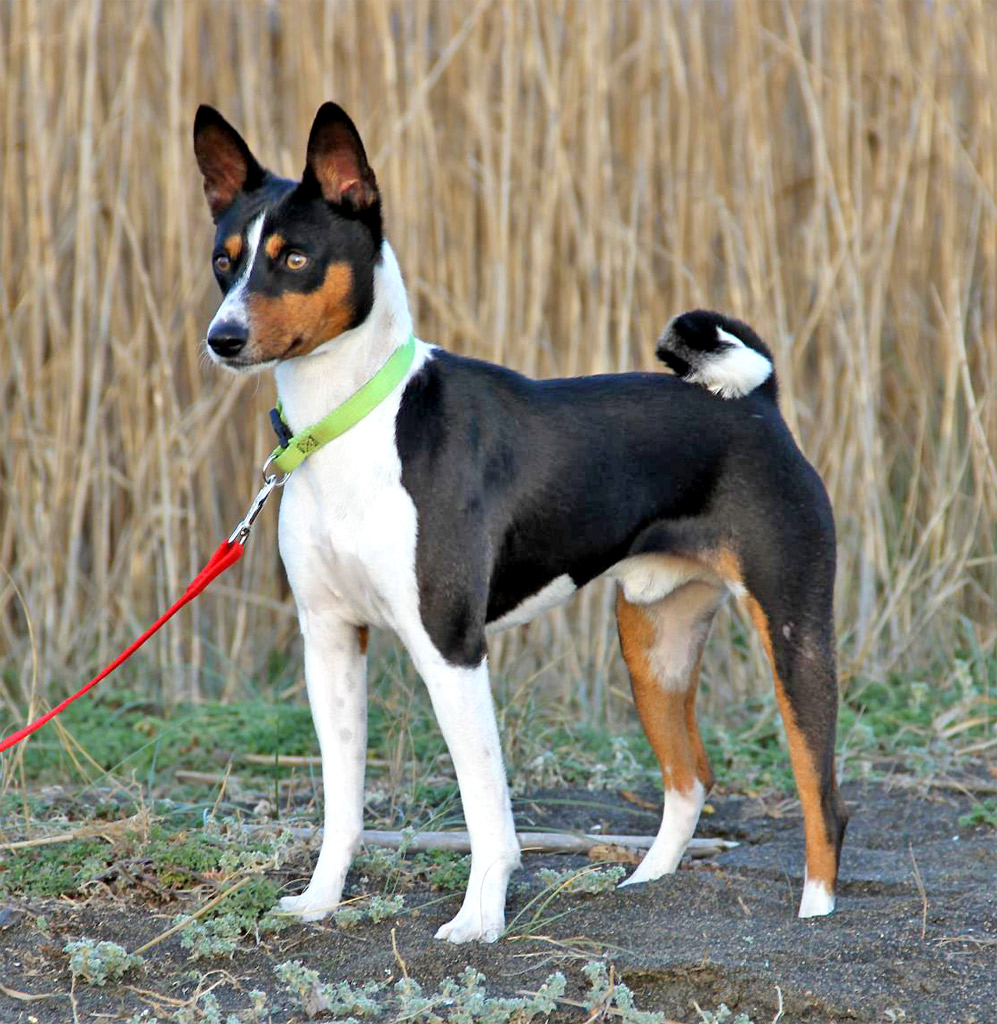
بازنجيّ ثلاثي الألوان مع علامات بيضاء